# Honda Racing F1
Honda Racing F1 war ein Motorsport-Rennstall und Werksteam des japanischen Automobilkonzerns Honda, das von 1964 bis 1968 sowie von 2006 bis 2008 an der Formel-1-Weltmeisterschaft teilnahm. Der Rennstall operierte jeweils von einer Basis in Großbritannien. Das zweite Formel-1-Engagement war eine Fortsetzung des britischen BAR-Teams, das Honda 2005 übernommen hatte. Als solches ist es über den Umweg Brawn zugleich ein Vorgänger des gegenwärtig in der Formel-1-Weltmeisterschaft gemeldeten Teams Mercedes-AMG Petronas. Daneben lieferte Honda mehrere Jahrzehnte lang Motoren für diverse Formel-1-Teams, unter anderem für Williams und McLaren. Die Verbindung zu McLaren war eine der erfolgreichsten Partnerschaften der Formel-1-Geschichte. Honda kehrte 2015 als Motorenlieferant für McLaren in die Formel 1 zurück. Zwischen der Saison 2018 und 2021 stattete Honda Red Bull und Toro Rosso (seit 2020 Alpha Tauri) mit Motoren aus.
Insgesamt wurden mit Honda-Motoren über 70 Rennen, sechs Konstrukteurs-Weltmeisterschaften und fünf Fahrer-Weltmeisterschaften gewonnen. Fahrzeuge mit Honda-Chassis erzielten drei Siege.

## Geschichte

### Werksteam (1964–1968)

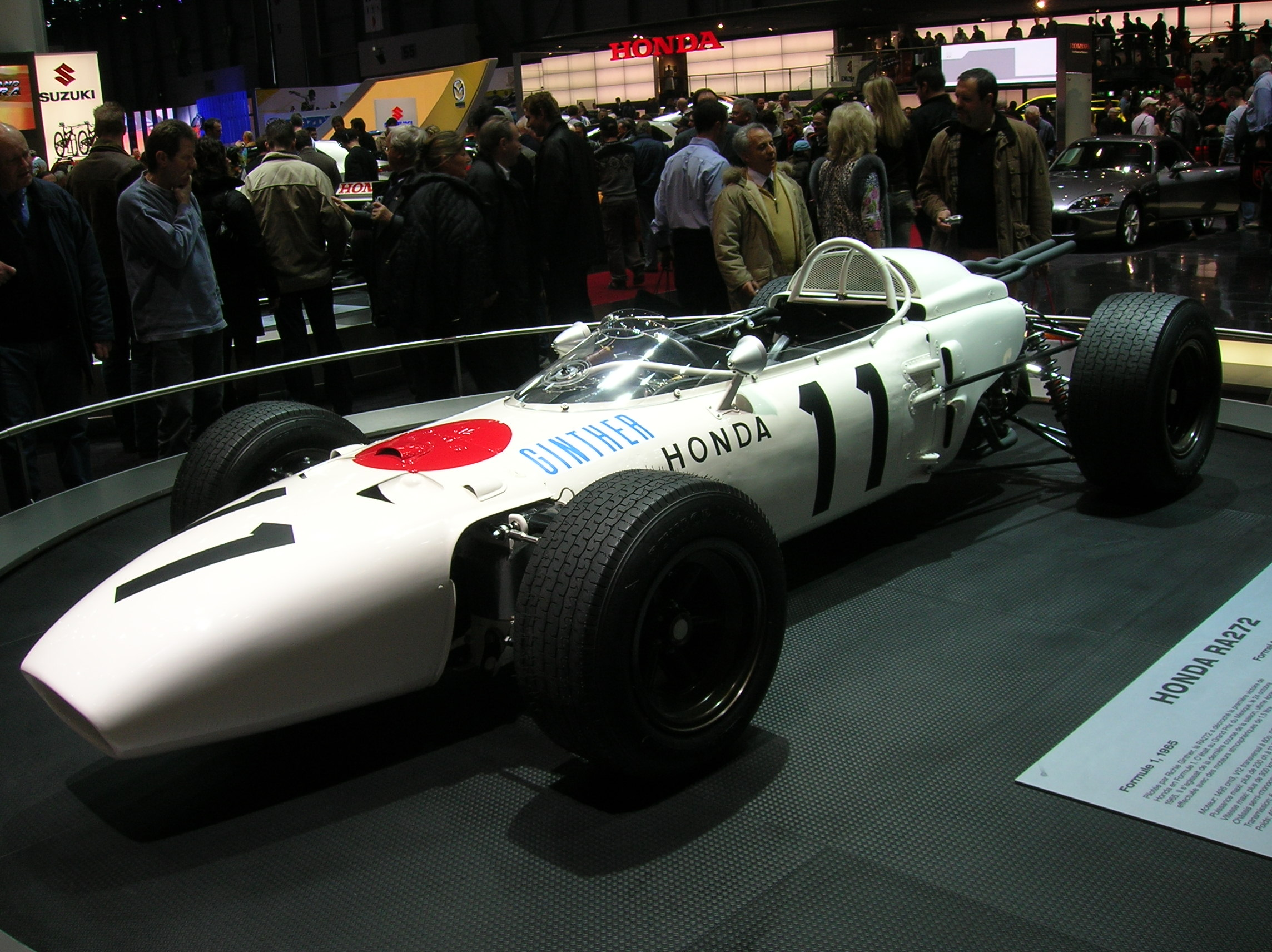
Honda RA272 (1965)

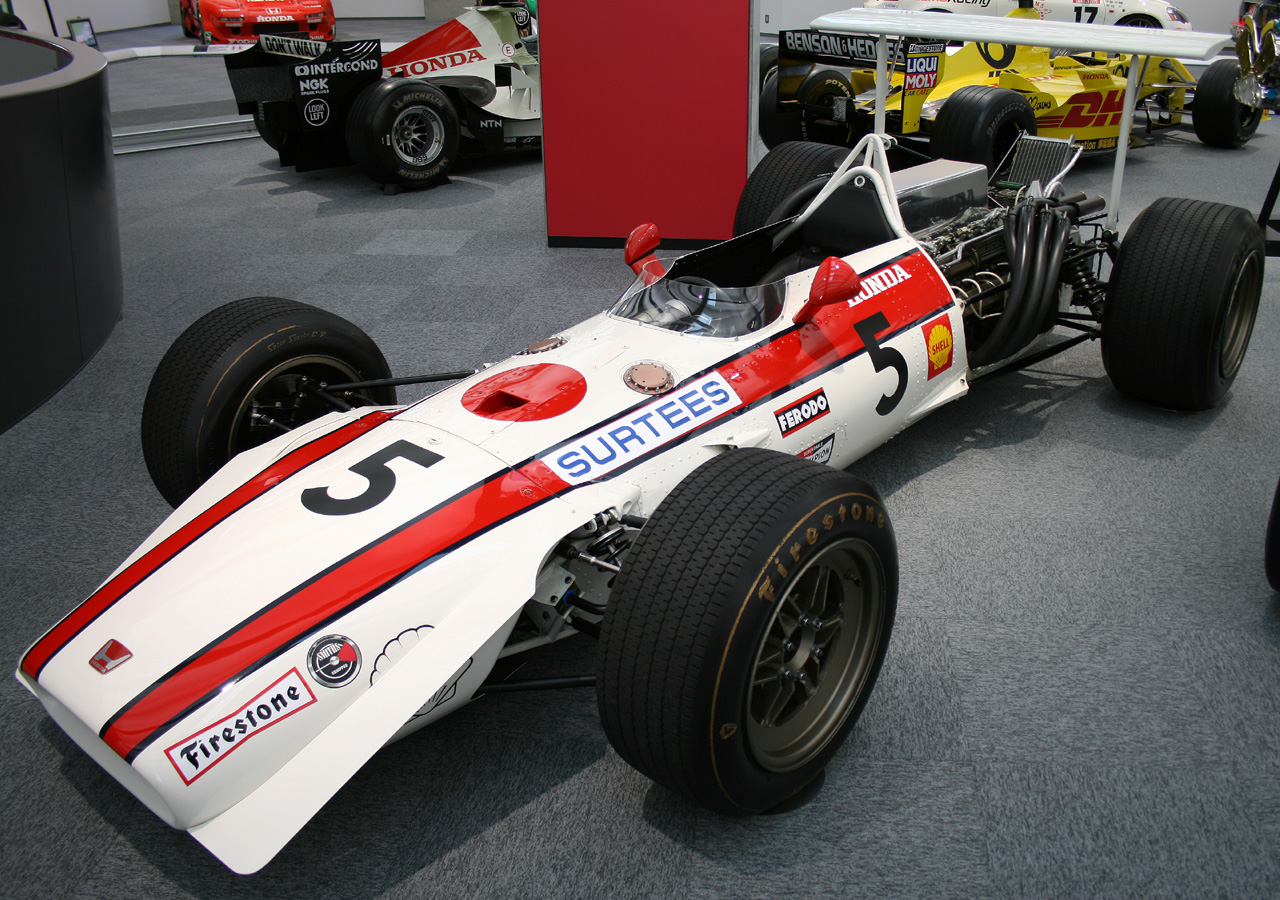
Honda RA301 (1968)

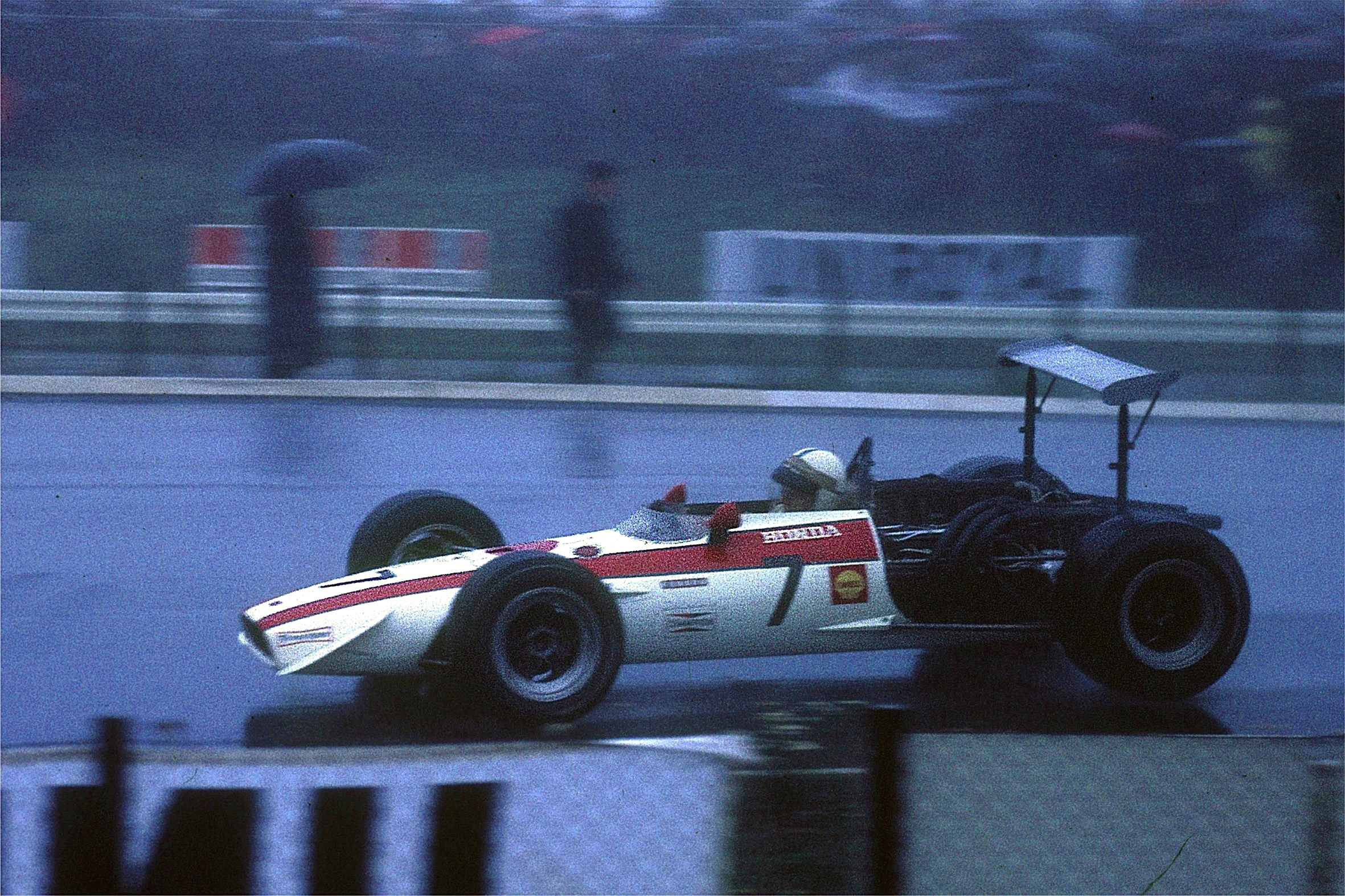
Surtees beim Großen Preis von Deutschland 1968

Hondas Engagement in der Formel 1 begann am 2. August 1964 beim Großen Preis von Deutschland auf dem Nürburgring. Mit dem Amerikaner Ronnie Bucknum und dem Honda RA271 mit der Startnummer 20 debütierte Honda als Werksteam. Das R stand für Rennwagen, A für Automobil und die Zahl für die erreichbare Motorleistung. Zuerst sollte er nach Sōichirō Honda in der Farbe gold lackiert werden, da aber Südafrika diese Farbe schon beanspruchte, wurde die weiße Farbe „Ivory White“ mit einem roten Punkt gewählt, angelehnt an die japanische Flagge. Bucknum erreichte beim ersten GP nicht das Ziel, er strandete in der 11. von 16 Runden. Seine schnellste Runde fuhr er in 9:22 Minuten. Gewertet wurde er, trotz Ausfall, mit dem 13. Platz. Bei den nächsten Rennen am 6. September beim Großen Preis von Italien in Monza und am 4. Oktober beim Großen Preis der USA in Watkins Glen kam der Honda nicht ins Ziel.
Formel-1-Teammanager war Yoshio Nakamura, der auch als Projektleiter des Sportwagen-Prototyps Honda S360 fungierte. Verantwortlich für die Konstruktion der Rennwagen sowie Rennleiter und Designer war Tadashi Kume, der spätere Honda-Präsident von 1983 bis 1990. Technischer Direktor war Hisakazu Sekiguchi und Hideo Takeda zeichnete für das Fahrgestell verantwortlich. Der erst 25-jährige Shōichirō Irimajiri, der schon erfolgreiche Rennmotorrad-Motoren konstruiert hatte, entwickelte mit seiner Mannschaft die Motoren des RA273 von 1966, RA300 von 1967, sowie RA301 und RA302 von 1968.
1965 fuhr neben Bucknum Richie Ginther, ebenfalls ein US-Amerikaner, für die Japaner den Honda RA272. Bucknum und Ginther holten insgesamt elf Weltmeisterschaftspunkte für Honda – Ginther fuhr beim Großen Preis von Mexiko, dem elften Formel-1-Rennen für Honda, den ersten Sieg ein.
1966 nahm das Team mit dem RA273 nur an drei Rennen der Formel-1-Weltmeisterschaft teil. Beim Großen Preis von Mexiko kam ein vierter Platz für Ginther und ein achter Platz für Bucknum heraus.
1967 verpflichtete Honda den Briten John Surtees, der 1964 für Ferrari Weltmeister geworden war. Bei den ersten fünf Rennen in Kyalami, Monaco, Zandvoort, Spa und Silverstone bewegte er den verbesserten RA273. Der neue Rennwagen RA300 hatte – auf Anraten von Surtees – ein Chassis von Lola auf der Basis des Lola-Indianapolis-Rennwagens und bekam den Spitznamen „Hondola“. Im ersten Rennen 1967 mit diesem neuen Wagen gewann er in Monza. Mit Surtees als einzigem Piloten erreichte Honda den vierten Rang in der Konstrukteursweltmeisterschaft.
1968 konnte Honda den Trend nicht ganz halten und erreichte als bestes Resultat mit RA301 einen zweiten und einen dritten Platz. Mitten in der Saison überraschte Honda die Fachwelt mit dem neuen Rennwagen RA302, der einen luftgekühlten V8-Motor hatte. Die weitgehend aus einer Magnesium-Legierung gebaute Neukonstruktion kam ohne gründliche Tests erstmals am 7. Juli 1968 beim französischen Grand-Prix in Rouen-les-Essarts zum Einsatz und wurde zur Todesfalle für den prominenten französischen Fahrer Jo Schlesser. Die Rennfahrer David Hobbs und Joakim Bonnier konnten, jeweils neben Surtees, noch einen Honda RA301 im Rennen fahren. David Hobbs fuhr am 8. September beim GP von Italien und Joakim Bonnier im letzten Rennen am 8. September in Mexiko, wo er den fünften Platz herausfuhr. Nach Ablauf der Saison beendete Honda vorerst sein Formel-1-Engagement.

### Honda als Motorenlieferant

#### Erste Phase: Werksseitiges Engagement (1983 bis 1992)

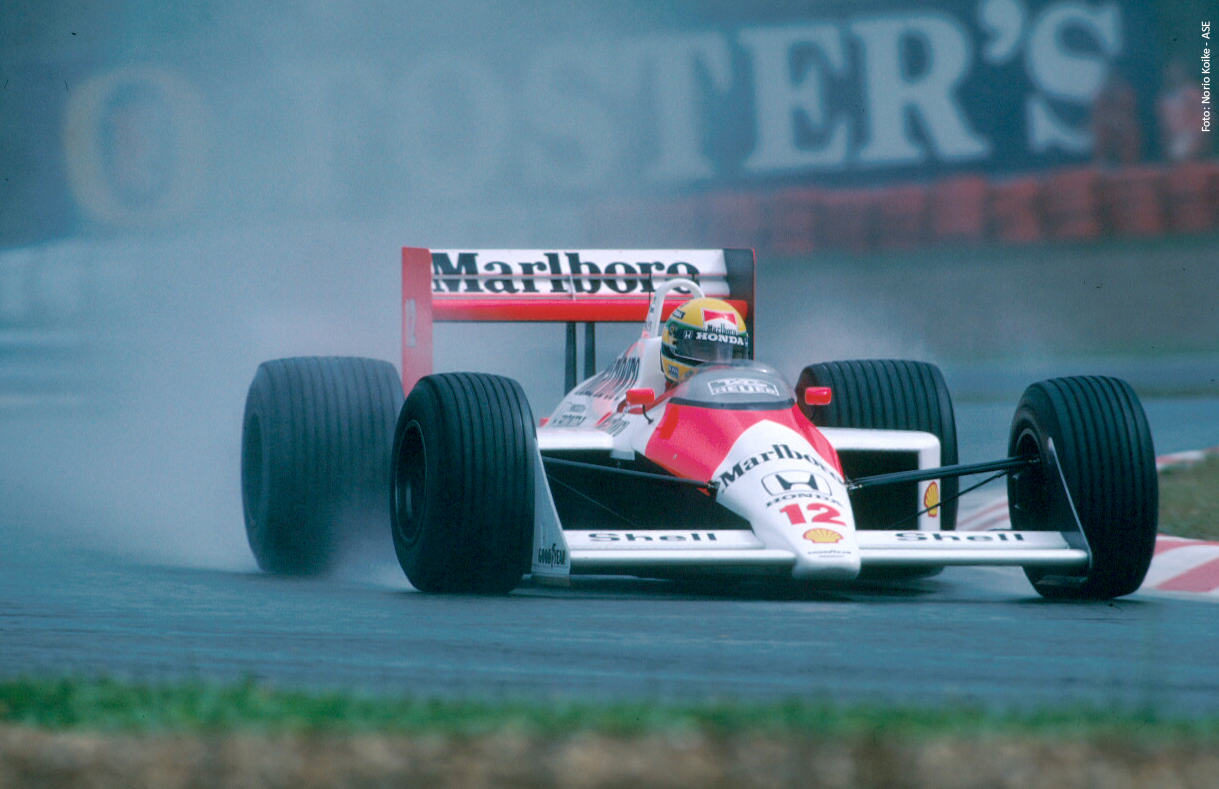
Gewann 15 von 16 Rennen der Saison 1988: McLaren MP4/4 mit Honda-Motor

1983 wagte Honda ein Comeback in der Formel 1 und belieferte das Spirit-Team mit Motoren. Noch vor dem letzten Saisonrennen wechselte man zu Williams und errang prompt zwei WM-Punkte.
Bis 1987 blieb Honda Motorenlieferant des Williams-Teams, ehe man – trotz des Gewinns des WM-Titels 1987 – zu McLaren wechselte. Frank Williams führt Hondas Entscheidung für einen Wechsel auf seinen 1986 nach einem Autounfall eingetretene Körperbehinderung zurück: Das japanische Management habe es dem querschnittgelähmten Teamchef nicht zugetraut, seinen Rennstall auf dem gleichen hohen Niveau zu führen wie bisher. 1987 und 1988 belieferte Honda außerdem das Lotus-Team mit Motoren, 1991 war Tyrrell neben McLaren Motorenpartner.
Mit McLaren feierte Honda die größten Erfolge. Von 1988 bis 1991 gewann man ununterbrochen Fahrer- und Konstrukteursweltmeisterschaft. McLaren-Honda fuhr 44 Grand-Prix-Siege und insgesamt 699 WM-Punkte ein. Nach der Saison 1992 beendete Honda unter dem Eindruck einer seit 1990 andauernden Wirtschaftskrise zunächst sein werksseitiges Engagement als Motorenlieferant.

#### Zweite Phase: Mugen-Honda (1992 bis 2000)

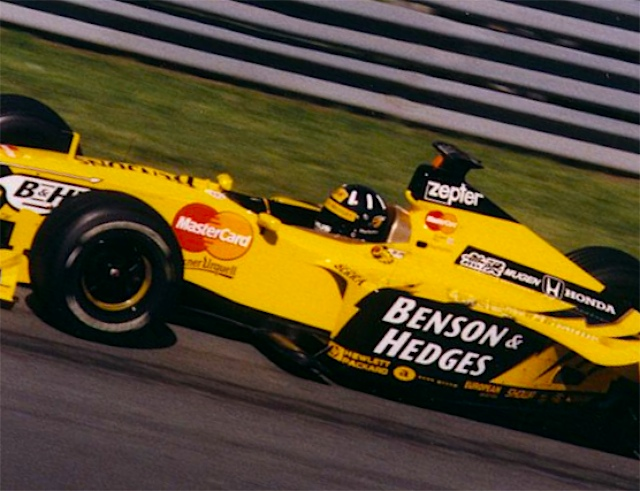
Jordan 199 (1999)

Ungeachtet des werksseitigen Rückzugs blieb Honda auch in den 1990er Jahren mittelbar mit der Formel 1 verbunden. Das Tochterunternehmen Mugen belieferte von 1992 bis 2000 eine Reihe von Rennställen mit Motoren, die mit einigem Erfolg eingesetzt wurden und vereinzelt auch Siege einführen. Dazu gehören Arrows (1992–93), Lotus (1994), Ligier (1995–96), Prost (1997) und Jordan (1998–2000).

#### Dritte Phase: Comeback als Motorenlieferant (2000–2010)

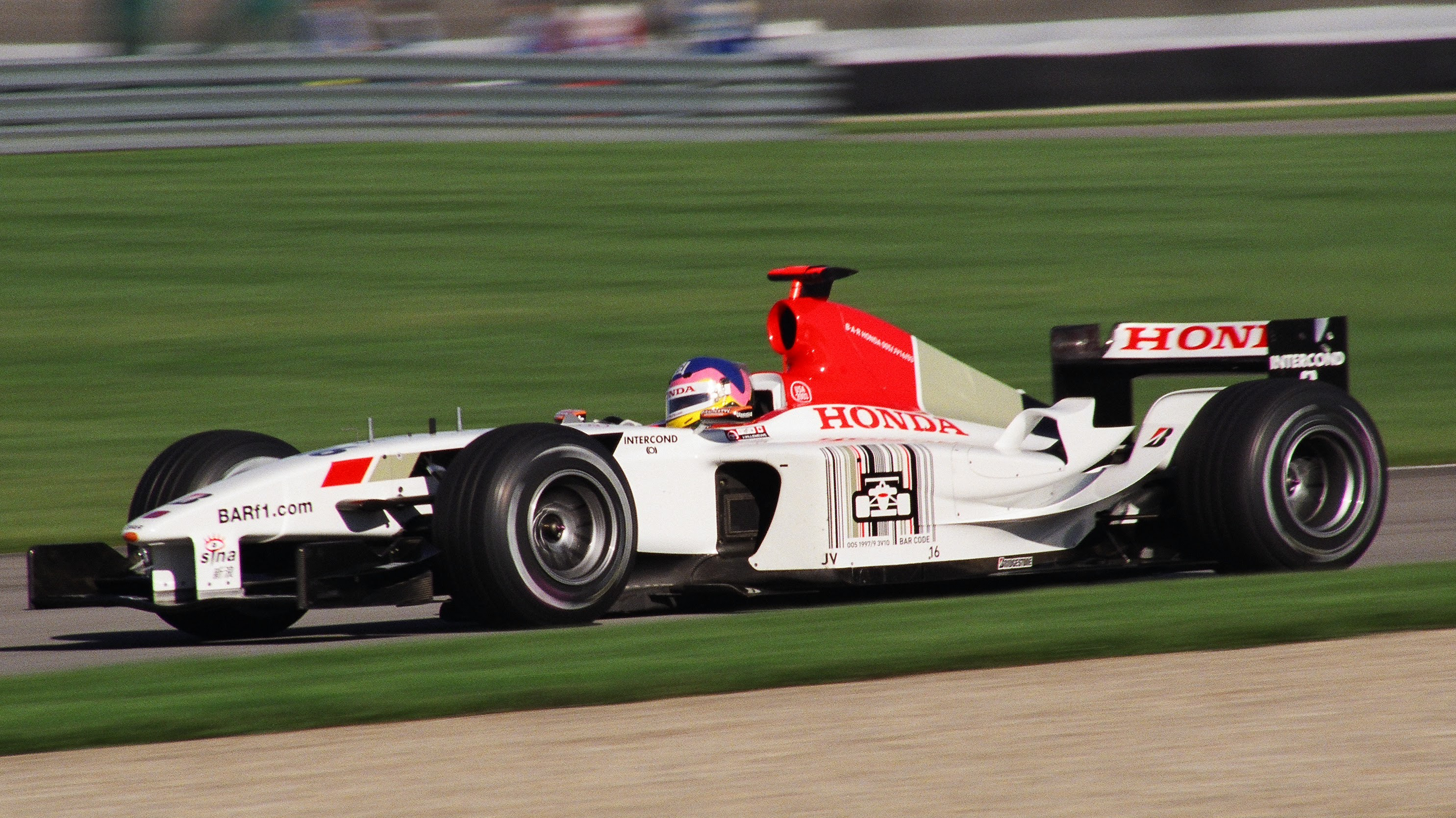
Jacques Villeneuve im BAR005 Honda

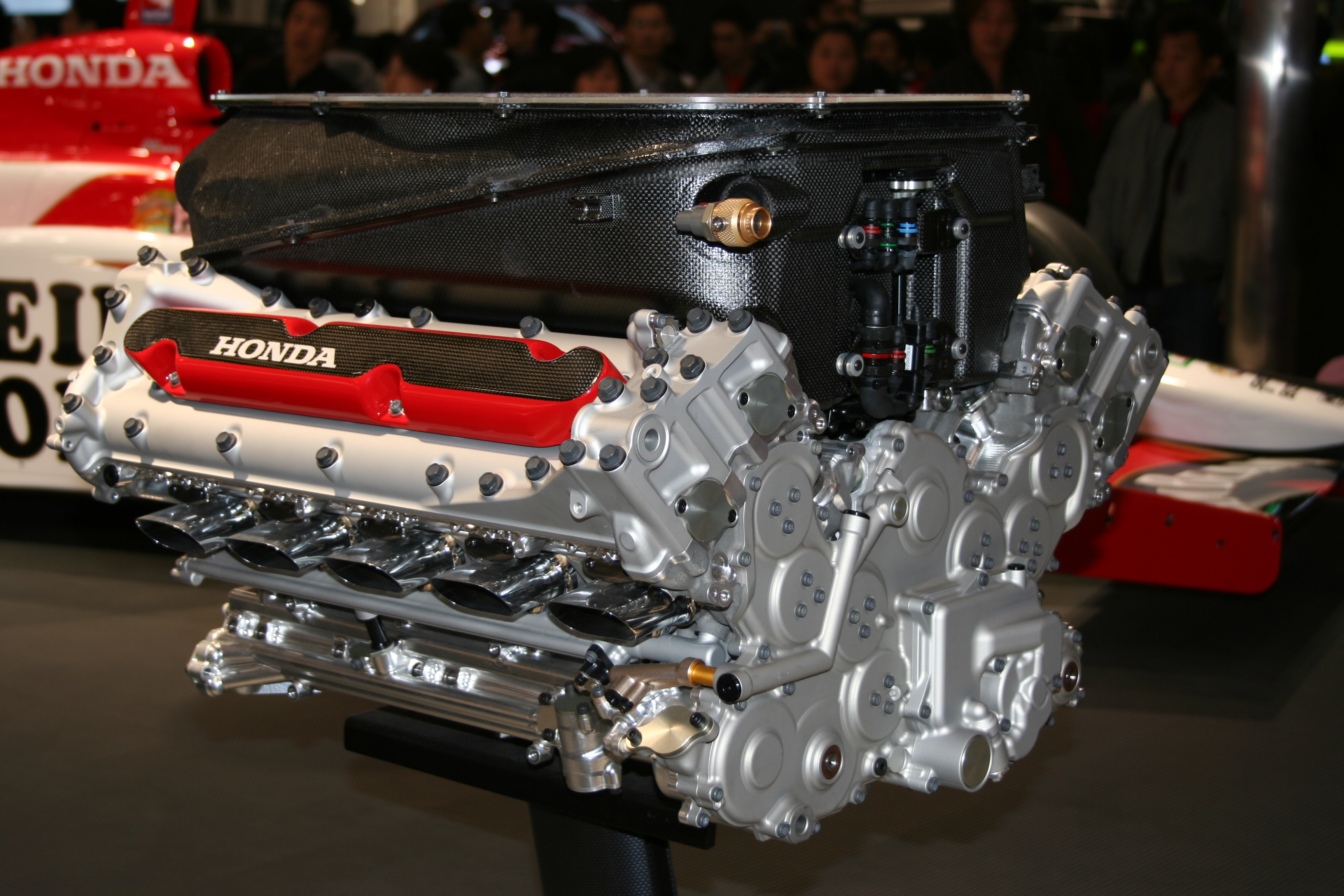
Honda-Motor RA005E V10 von 2005

Ende der 1990er Jahre gab es Pläne, wieder mit einem Werksauto an der Formel-1-Weltmeisterschaft teilzunehmen. 1993 und 1999 entwickelte Honda zwei Rennwagen, die zu fahrbereiten Prototypen aufgebaut wurden. Der 1999 entwickelte Wagen wurde mit dem Ziel des werksseitigen Engagements ernsthaft getestet; der Niederländer Jos Verstappen absolvierte im Frühjahr 1999 ein umfangreiches Testprogramm. Das Projekt wurde allerdings kurzfristig beendet.
Stattdessen kehrte Honda in der Saison 2000 als Motorenlieferant von BAR in die Formel 1 zurück. Trotz des Engagements von Ex-Weltmeister Jacques Villeneuve stellten sich zunächst keine Erfolge ein. Erst als Honda nach und nach seinen Einfluss bei BAR vergrößerte, neben dem Motor auch die Getriebeeinheit lieferte und dem Rennstall Aerodynamikspezialisten aus dem Konzern zur Verfügung stellte, wurde das Team erfolgreicher. In der Saison 2004 stand der Brite Jenson Button insgesamt zehnmal auf dem Podium und BAR schloss das Jahr als Zweiter der Konstrukteurs-WM hinter Ferrari ab. Der endgültige Anschluss an die Spitze gelang jedoch nicht.
Im Jahr 2005 übernahm Honda 45 Prozent der Anteile von BAR. Der Tabakkonzern British American Tobacco – Besitzer des BAR-Teams (British-American-Racing) – begann wegen des bereits beschlossenen EU-weiten Tabakwerbeverbots allmählich damit, sein Formel-1-Engagement herunterzufahren. BAR rutschte 2005 aufgrund einiger Probleme mit dem Auto (u. a. wurden die Fahrzeuge nach dem GP von San Marino wegen illegaler Tanks disqualifiziert) auf Rang sechs der Konstrukteure ab. Honda entschloss sich im Laufe des Jahres, das Team komplett zu übernehmen.
Neben BAR erhielt 2001 und 2002 auch das Jordan-Team Motoren von Honda, das zwischen 1998 und 2000 von Mugen beliefert worden war. Jordan befand sich allerdings nach Erfolgen in den Jahren 1998 und 1999 wieder auf dem absteigenden Ast und konnte mit den Honda-Motoren als nunmehr bloßes „Kundenteam“ immer seltener Punktplatzierungen einfahren.

### Comeback als Werksteam (2006–2008)
Zum 1. Januar 2006 übernahm Honda die restlichen Anteile von BAR und schickte nunmehr erstmals seit 1968 wieder ein eigenes Team in die Formel 1, das den Namen Honda Racing F1 trug. BAR blieb 2006 noch als Haupt- und Titelsponsor an Bord, zog sich anschließend jedoch aus der Formel 1 zurück. Dem vorgelagert war die Entwicklung zweier eigener Rennwagen in den 1990er Jahren, die entgegen ursprünglichen Planungen letztlich nicht in der Formel 1 eingesetzt wurden.

#### Vorgeschichte: Eigene Ansätze
Im Februar 1993 stellte Honda der Presse ein Formel-1-Fahrzeug mit der Bezeichnung RC 100 vor. Einer Pressemitteilung in Autosport zufolge war das Fahrzeug von Honda-Ingenieuren in ihrer Freizeit entwickelt worden. Andere Quellen halten dies angesichts des Grades der Professionalität für unwahrscheinlich und gehen davon aus, dass das Chassis bei einem japanischen Hersteller in Hondas Auftrag aufgebaut worden ist. Das Fahrzeug wies äußerlich Ähnlichkeiten zum Footwork FA13 und zum Lotus 107 auf. Im Laufe der folgenden eineinhalb Jahre wurden mindestens zwei weitere Chassis aufgebaut, die als RC 101 und RC 101B bezeichnet wurden. Als Antrieb diente jeweils ein Honda-Zwölfzylindermotor vom Typ 122E/B, der 1992 bei McLaren verwendet worden war. Satoru Nakajima testete beide Fahrzeuge. Der 101B existierte bis zum Jahr 2002, als er in Japan unter der Bezeichnung RC 1.5 der Öffentlichkeit vorgestellt wurde; die beiden vorangegangenen Chassis wurden 1993 und 1994 bei Crashtests zerstört. Das Projekt endete 1994, als die FIA im Hinblick auf die tödlichen Unfälle Roland Ratzenbergers und Ayrton Sennas beim Großen Preis von San Marino 1994 erhebliche Regeländerungen für 1995 beschloss.
In den folgenden Jahren entstanden einige weitere Formel-1-Autos, die allein als Testträger für die Mugen-Motoren dienten und nicht mit dem Ziel eines werksseitigen Einsatzes entwickelt wurden.
Im Laufe des Jahres 1998 unternahm Honda einen weiteren Versuch, in der Formel-1-Weltmeisterschaft mit einem eigenen Team anzutreten. Das Unternehmen etablierte in Surrey, England, eine Motorsportfiliale mit der Bezeichnung Honda Racing Developments (HRD); in Bracknell bei London wurde darüber hinaus eine Fabrik eröffnet, in der künftige Rennwagen aufgebaut werden sollten. Honda übernahm Ende 1998 eine ganze Reihe von Mitarbeitern des Formel-1-Teams Tyrrell, das zuvor von British American Racing aufgekauft worden war. Zu ihnen gehörte auch Harvey Postlethwaite, der über viele Jahre Chefingenieur bei Tyrrell gewesen war. Er übernahm nach dem Abschluss der Formel-1-Saison 1998 die Leitung von HRD. Ziel des Unternehmens war der Einsatz in der Formel-1-Saison 2000. Die von HRD entworfenen Chassis, die die Bezeichnung Honda RA099 trugen, wurden bei Dallara im italienischen Parma aufgebaut, da HRD zu dieser Zeit noch nicht einsatzbereit war. Insgesamt entstanden sechs Fahrzeuge, von denen vier Exemplare renntauglich waren. Eine Besonderheit war die Befestigung des vorderen Querlenkers an einem Doppelkiel; der RA099 war das erste Formel-1-Auto, das diese Lösung aufwies. Die RA099 wurden von Mugen-Motoren der 1998er Spezifikation angetrieben. Der niederländische Rennfahrer Jos Verstappen, seinerseits ein ehemaliger Tyrrell-Pilot, testete die RA099 Anfang 1999 auf mehreren Rennstrecken. Die erste Ausfahrt erfolgte am 15. Dezember 1998 auf dem Autodromo Riccardo Paletti in Italien. Bei späteren Testfahrten trat HRD wiederholt gegen die Wagen von BAR an, die, da viele HRD-Mitarbeiter eine Vergangenheit bei Tyrrell hatten, als unmittelbare Konkurrenz gesehen wurde. Die Dallara-Autos waren dabei teilweise deutlich schneller als die BAR 001. Im März 1999 allerdings mehrten sich bei Honda die Bedenken gegen den Einsatz eines eigenen Autos, der als zu kostenintensiv angesehen wurde. Um die drohende Einstellung des Projekts abzuwenden, bot Postlethwaite im März 1999 dem Mutterkonzern an, HRD zu übernehmen und es als privates Team fortzuführen. In der Phase der Unsicherheit erlitt Postlethwaite im April 1999 einen Herzinfarkt, dem er schließlich erlag. Im Hinblick darauf erklärte Honda im Mai 1999 das HRD-Projekt für beendet und entschied sich dazu, künftig BAR mit eigenen Werksmotoren zu beliefern. Andere Stimmen in der Presse sehen einen anderen Ursächlichkeitszusammenhang. Sie führen Postlethwaites Herzinfarkt auf eine ihm kurz zuvor überbrachte Nachricht vom Ende des Projekts zurück. Es brauchte sechs weitere Jahre, bis Honda durch die Übernahme von BAR letztlich doch werksseitig in die Formel 1 zurückkehrte.

#### Übernahme von British American Racing

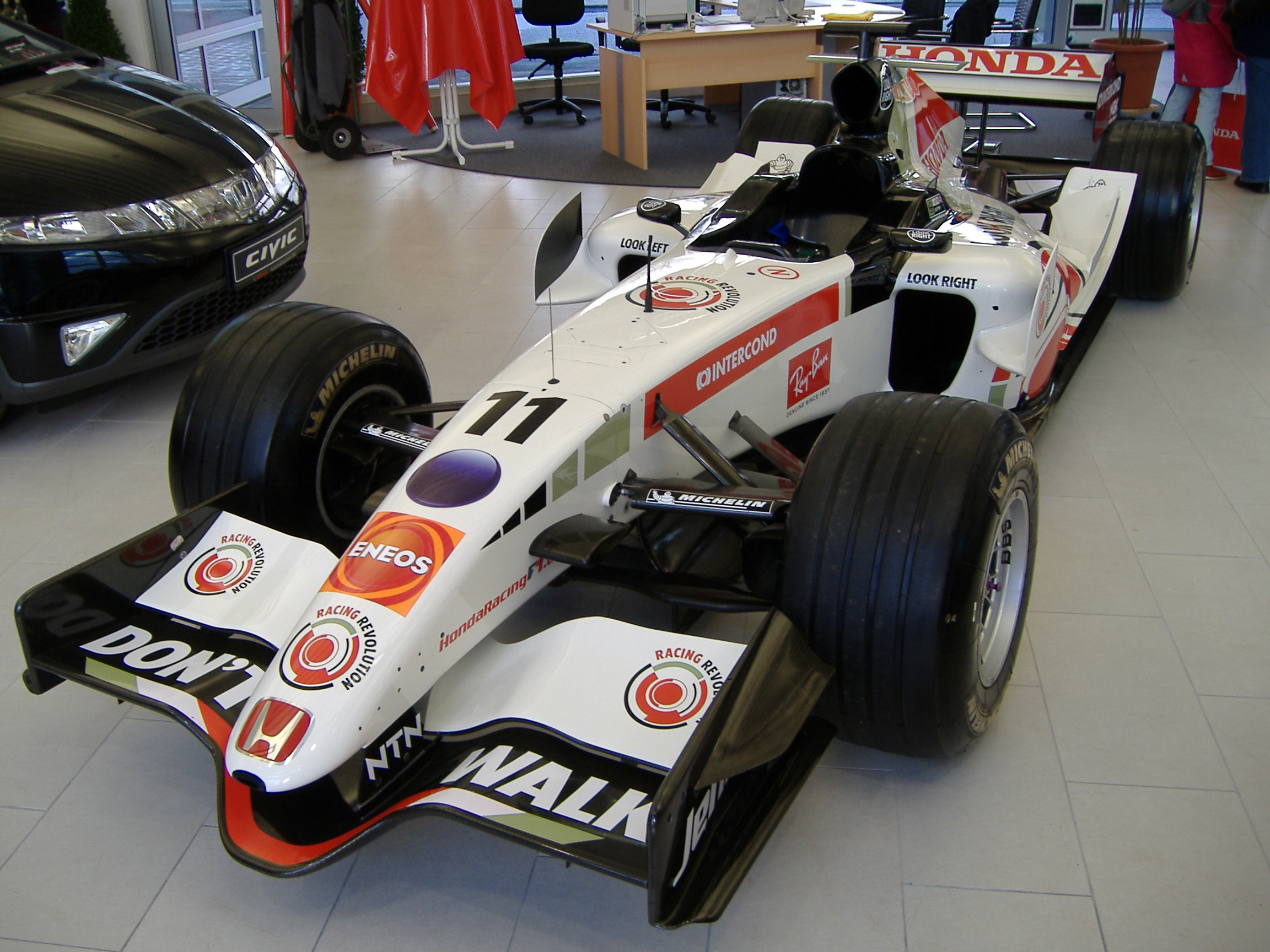
Honda RA106 Barrichello/Button 2006

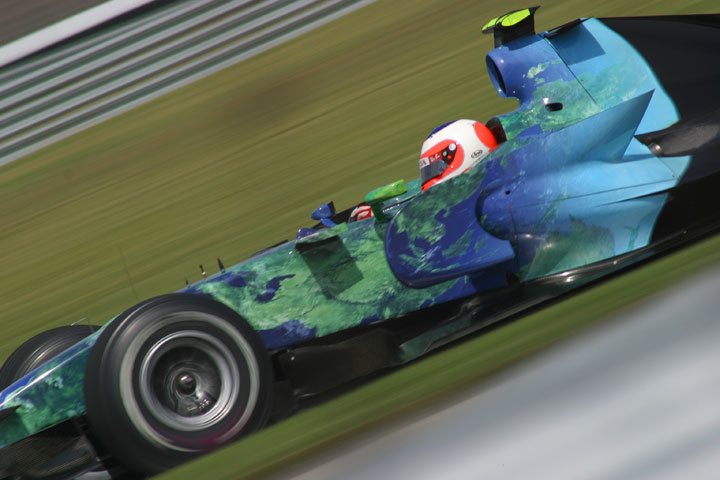
„Earth Car“: Honda RA107 ohne Sponsorenaufkleber

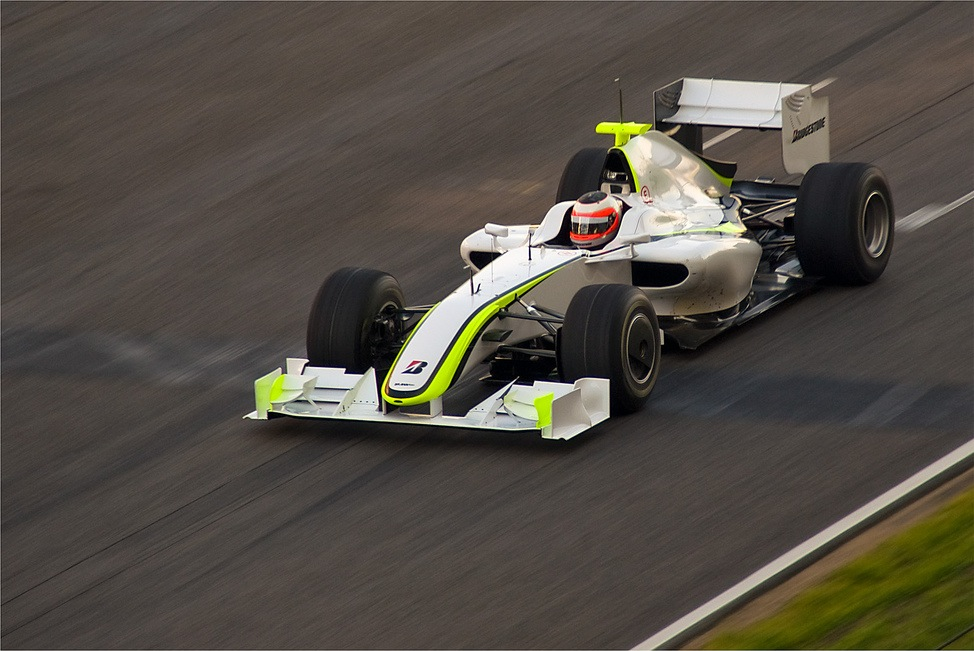
Anfänglich als Honda konzipiert: Brawn GP001, das Weltmeisterauto von 2009

Die erste reine Honda-Fahrerpaarung seit 38 Jahren bildeten 2006 Jenson Button und der von Ferrari abgewanderte Rubens Barrichello. Beim Großen Preis von Ungarn gelang Button der erste Sieg für das Team Honda seit dem Comeback im Jahr 2000.
2007 sorgte Honda für eine Besonderheit in der Formel 1, denn erstmals schickte ein Team ein Auto mit dem Satellitenfoto der Erde als Lackierung ins Rennen (sogenanntes „Earth Car“). Damit wollte der Honda-Konzern auf den Umwelt- und vor allem den Klimaschutz aufmerksam machen, verdeckte damit aber zugleich das Fehlen von Sponsoren. Allerdings blieben die Erfolge der Saison deutlich hinter den Erwartungen zurück. Button holte acht Punkte, Barrichello keinen einzigen. Das Team litt unter mehreren Motorschäden. Bis zur Mitte der Saison lag Honda hinter dem eigenen Kundenteam Super Aguri zurück, das den gleichen Motor, aber ein anderes Chassis verwendete.
Im September 2007 bestätigte Honda Button und Barrichello als Fahrer für die Saison 2008. Auch gelang es, für 2008 den ehemaligen Ferrari-Rennleiter Ross Brawn als Teamchef zu engagieren, woraufhin Nick Fry, der bisherige Teamchef, zum neuen Geschäftsführer aufstieg. Am 10. Januar 2008 wurde bekannt, dass Alexander Wurz für die Saison 2008 als Test- und Ersatzfahrer verpflichtet wurde. Auch 2008 fuhr das Team mit einer Speziallackierung ohne Sponsorenaufkleber, um auf den Umweltschutz aufmerksam zu machen. Doch auch in der Saison 2008 konnte man nur in der ersten Saisonhälfte gelegentlich punkten und belegte am Ende mit 14 Punkten (11 durch Barrichello und 3 durch Button) den neunten Platz der Konstrukteursweltmeisterschaft. Somit konnte man nur das Super Aguri F1 Team, welches, ohne einen einzigen Punkt gesammelt zu haben, nach dem vierten Rennen die Formel 1 verließ, und das Force India F1 Team, das ebenfalls keine Punkte sammelte, hinter sich lassen.
Am 5. Dezember 2008 erklärte Honda, sich aus Kostengründen komplett aus der Formel 1 zurückzuziehen und bereits zur Saison 2009 nicht mehr anzutreten. Im Anschluss bekundeten unter anderem Carlos Slim, Prodrive-Chef David Richards, Achilleas Kallakis und Virgin-Group-Besitzer Richard Branson ihr Interesse am Kauf des Teams.
Anfang März 2009 wurde bekannt, dass der ehemalige Teamchef von Honda, Ross Brawn, das Team für einen symbolischen Kaufpreis von einem Pfund gekauft hatte. In der Saison 2009 ging das nun britische Team mit den bisherigen Fahrern, Jenson Button und Rubens Barrichello, als Brawn GP Formula One Team an den Start. Das Team gewann mit dem anfänglich als Honda RA109 konzipierten Brawn BGP 001 2009 die Fahrer- und die Konstrukteursmeisterschaft. Zu Beginn der nächsten Saison wurde der Rennstall von der deutschen Daimler AG übernommen. Er tritt seitdem unter der Bezeichnung Mercedes Grand Prix an.

### Erneutes Comeback als Motorenlieferant ab 2015

#### 2015–2017: Exklusive Partnerschaft mit McLaren

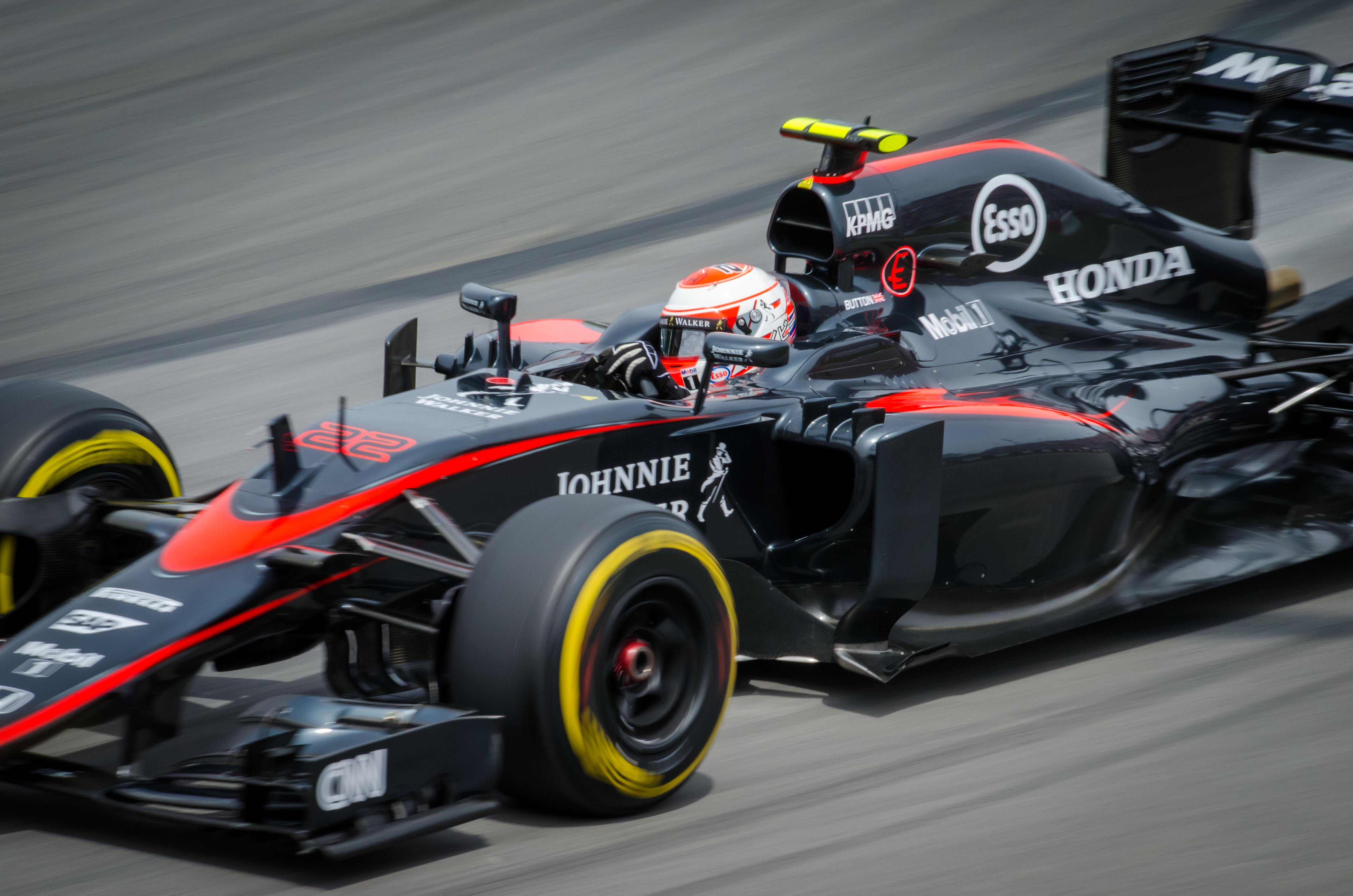
2015: Problematischer Neuanfang mit McLaren

Im Mai 2013 gaben McLaren und Honda auf einer gemeinsamen Pressekonferenz bekannt, dass McLaren ab der Saison 2015 Motoren von Honda erhalten wird. Im Spätsommer 2014 waren die ersten Motoren fertiggestellt.
Nach dem letzten Formel-1-Rennen der Saison 2014 führte McLaren in Abu Dhabi erste Testfahrten mit dem neuen Motor durch. Hierzu nutzte das Team einen umgebauten MP4-29, der die Zusatzbezeichnung H/1X1 erhielt. Die Erprobung verlief problematisch. Testpilot Stoffel Vandoorne kam wegen Elektronikproblemen kaum zum Fahren: Er legte an beiden Testtagen insgesamt lediglich fünf einzelne Installationsrunden zurück. Die längste zusammenhängende Distanz, die bei Testfahrten vor der Saison 2015 zurückgelegt wurde, betrug zwölf Runden. Die Schwierigkeiten setzten sich während der Saison fort. Die Leistungsausbeute des Motors erreichte nie das Niveau der Konkurrenz. McLarens Fahrer Fernando Alonso und Jenson Button kamen im Qualifying nur selten über das erste Qualifying-Segment („Q1“) hinaus. Bis zum Großen Preis von Mexiko verzeichnete McLaren-Honda nur vier Zielankünfte in den Punkterängen; das beste Ergebnis war Alonsos fünfter Platz in Ungarn. Fernando Alonso kritisierte mehrfach öffentlich die mangelnde Leistung des Honda-Motors. In einer rückblickenden Analyse bestätigte Honda, dass die Komplexität der Formel 1 unterschätzt wurde und das Unternehmen aus mangelnder Erfahrung nicht schnell genug auf die schlechten Ergebnisse reagierte. In der Saison 2016 belegte McLaren-Honda mit 76 Punkten Rang sechs der Konstrukteurswertung; das beste Ergebnis war ein fünfter Platz beim Großen Preis von Monaco. 2017 machte Honda einen Rückschritt. Honda entwickelte einen komplett neuen Motor, der als leistungsschwächstes Triebwerk des Feldes galt. Zudem war es unzuverlässig. Sowohl in Bahrain als auch in Russland verhinderten technische Defekte, dass Vandoorne bzw. Alonso an den Rennen teilnehmen konnten. McLaren erzielte in diesem Jahr nur 30 WM-Punkte und fiel auf den vorletzten Rang der Konstrukteurswertung zurück.
Honda war nach eigenem Bekunden bereits 2015 daran interessiert, zeitnah mehr als ein Team auszurüsten; einer wiederholt diskutierten Motorenlieferung an Red Bull für die Saison 2016 stand aber ein Veto der McLaren-Manager Ron Dennis und Éric Boullier entgegen, die auf der Exklusivität der Beziehung McLaren-Honda bestanden. Im April 2017 einigten sich die Beteiligten darauf, dass Honda ab 2018 auch das Team Sauber Motorsport mit Motoren beliefern werde. Sauber trat, nachdem zwischenzeitlich das Management des Teams gewechselt hatte, im August 2017 allerdings von dieser Vereinbarung zurück.

#### Ab 2018: Toro Rosso und Red Bull

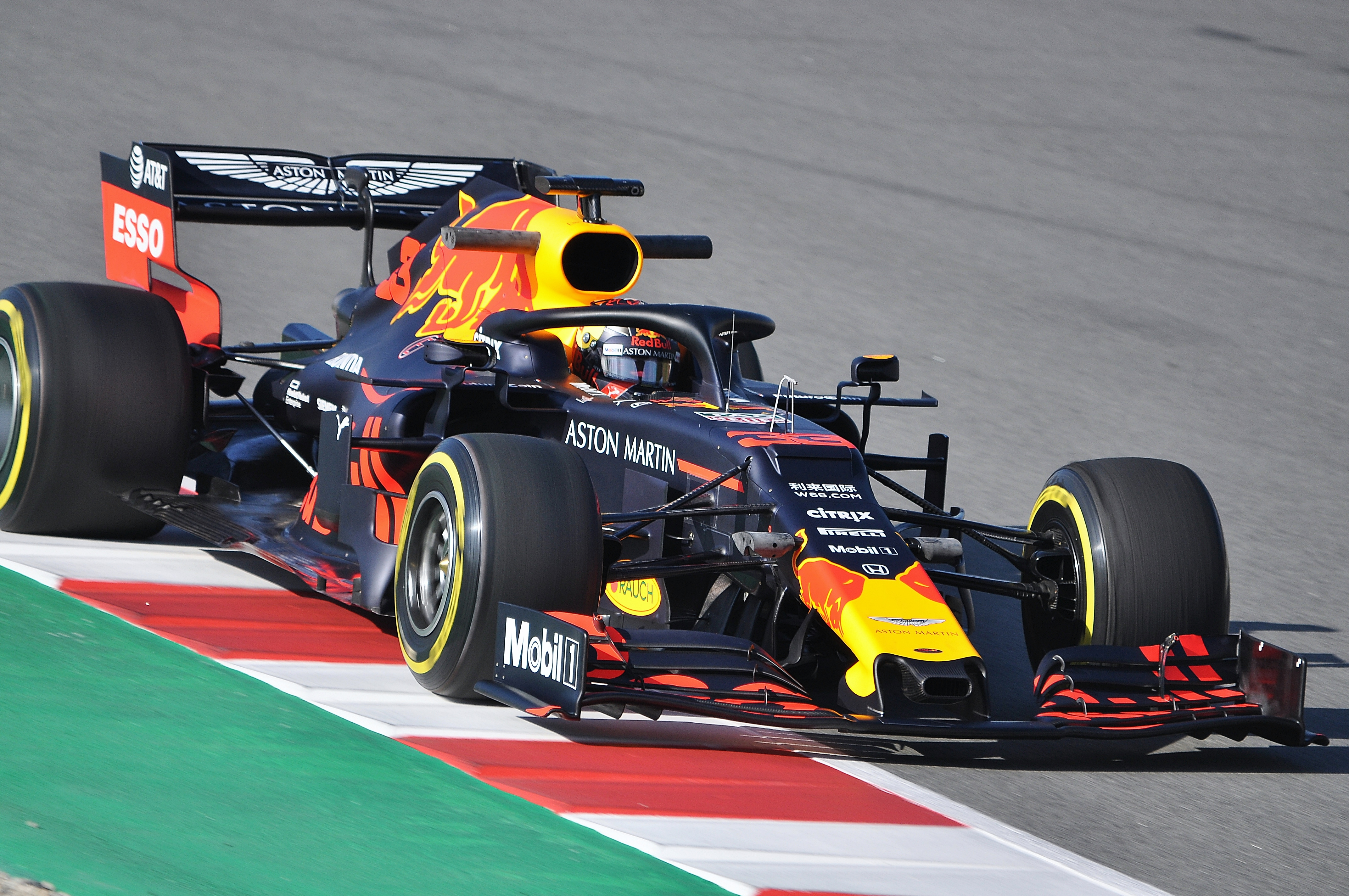
Erster Sieg seit Wiedereinstieg: Red Bull RB15 mit Honda-Motor (Großer Preis von Österreich 2019)

In der Woche vor dem Großen Preis von Singapur im September 2017 einigten sich Red Bull, Toro Rosso, McLaren, Renault und Honda über einen Motorentausch für die Saison 2018. Danach beendete McLaren die Zusammenarbeit mit Honda zum Ablauf der Saison 2017. 
Toro Rosso setzte 2018 exklusiv Motoren von Honda ein, während McLaren in Toro Rossos Stellung als Renault-Kundenteam einrückte. Im ersten Jahr der Partnerschaft fuhr Toro Rosso 33 Weltmeisterschaftspunkte ein und beendete die Saison mit dem neunten Platz der Konstrukteurswertung. 2018 war ein Interimsjahr, in dem sich Honda auf die Belieferung von Toro Rossos Mutterteam Red Bull Racing einstellte, die ab 2019 zum Tragen kam. Beim Großen Preis von Österreich 2019 erzielte Max Verstappen mit seinem Red Bull RB15 den ersten Sieg eines Autos mit Honda-Motor seit dem Wiedereinstieg des Herstellers im Jahr 2015. Den letzten Honda-Sieg hatte Jenson Button beim Großen Preis von Ungarn 2006 eingefahren.

#### Seit 2021: Zunächst geplanter Ausstieg aus der Formel 1 und Rückkehr als Motorenlieferant ab 2026
Am 2. Oktober 2020 gab Honda auf seiner Webseite bekannt, sich nach dem Ende der Saison 2021 als Motorenlieferant aus der Formel 1 zurückzuziehen. Honda begründete dies mit einem stärkeren Engagement in Umwelttechnologien, um bis 2050 CO₂-Neutralität zu erreichen. Zunächst war geplant, dass Red Bull Powertrains die bisher verwendeten Honda-Motoren, in einer noch von Honda überarbeiteten Fassung sowie die Hybridbauteile, übernehmen und eigenverantwortlich betreiben sollte. Später wurde dies revidiert, wobei die Bereitstellung der Motoren bis 2025 ausgedehnt wurde.
Am 24. März 2023 wurde bekanntgegeben, dass Honda ab der Saison 2026 die Motoren für das Aston Martin F1 Team liefern wird.

## Zahlen und Daten

### Statistik in der Formel 1
| Saison | Teamname                          | Chassis                     | Motor                  | Reifen | Grand Prix | Siege | Zweiter | Dritter | Poles | schn. Runden | Punkte | WM-Rang |
| ------ | --------------------------------- | --------------------------- | ---------------------- | ------ | ---------- | ----- | ------- | ------- | ----- | ------------ | ------ | ------- |
| 1964   | Honda R&D Co                      | Honda RA271                 | Honda 1.5 V12          | D      | 3          | –     | –       | –       | –     | –            | 0      | 9.      |
| 1965   | Honda R&D Co                      | Honda RA272                 | Honda 1.5 V12          | G      | 8          | 1     | –       | –       | –     | –            | 13     | 6.      |
| 1966   | Honda R&D Co                      | Honda RA273                 | Honda 3.0 V12          | G      | 3          | –     | –       | –       | –     | 1            | 3      | 8.      |
| 1967   | Honda Racing                      | Honda RA273 / RA300         | Honda 3.0 V12          | F      | 9          | 1     | –       | 1       | –     | –            | 20     | 4.      |
| 1968   | Honda Racing                      | Honda RA300 / RA301 / RA302 | Honda 3.0 V12 / 3.0 V8 | F      | 12         | –     | 1       | 1       | 1     | 1            | 14     | 6.      |
|        |                                   |                             |                        |        |            |       |         |         |       |              |        |         |
| 2006   | Lucky Strike Honda Racing F1 Team | Honda RA106                 | Honda RA806E 2.4 V8    | M      | 18         | 1     | –       | 2       | 1     | –            | 86     | 4.      |
| 2007   | Honda Racing F1 Team              | Honda RA107                 | Honda RA807E 2.4 V8    | B      | 17         | –     | –       | –       | –     | –            | 6      | 8.      |
| 2008   | Honda Racing F1 Team              | Honda RA108                 | Honda RA808E 2.4 V8    | B      | 18         | –     | –       | 1       | –     | –            | 14     | 9.      |
| Gesamt | Gesamt                            | Gesamt                      | Gesamt                 | Gesamt | 88         | 3     | 1       | 5       | 2     | 2            | 156    |         |

### Alle Fahrer des Honda-Teams in der Formel 1
| Name               | Jahre     | Grand Prix | Punkte | Siege | Zweiter | Dritter | Poles | schn. Runden | beste WM-Pos. |
| ------------------ | --------- | ---------- | ------ | ----- | ------- | ------- | ----- | ------------ | ------------- |
| Jenson Button      | 2006–2008 | 53         | 65     | 1     | –       | 2       | 1     | –            | 6. (2006)     |
| Rubens Barrichello | 2006–2008 | 53         | 41     | –     | –       | 1       | –     | –            | 7. (2006)     |
| John Surtees       | 1967–1968 | 21         | 32     | 1     | 1       | 2       | 1     | 1            | 4. (1967)     |
| Richie Ginther     | 1965–1966 | 11         | 14     | 1     | –       | –       | –     | 1            | 7. (1965)     |
| Ronnie Bucknum     | 1964–1966 | 11         | 2      | –     | –       | –       | –     | –            | 15. (1965)    |
| Joakim Bonnier     | 1968      | 1          | 2      | –     | –       | –       | –     | –            | 22. (1968)    |
| David Hobbs        | 1968      | 1          | –      | –     | –       | –       | –     | –            | 29. (1968)    |
| Jo Schlesser       | 1968      | 1          | –      | –     | –       | –       | –     | –            | 35. (1968)    |

### Ergebnisse in der Formel 1
| Saison | Chassis                  | Fahrer         | Nr. | 1   | 2   | 3   | 4   | 5   | 6   | 7   | 8   | 9   | 10  | 11  | 12  | 13  | 14  | 15  | 16 | 17  | 18 | Punkte  | Rang |  |
| ------ | ------------------------ | -------------- | --- | --- | --- | --- | --- | --- | --- | --- | --- | --- | --- | --- | --- | --- | --- | --- | -- | --- | -- | ------- | ---- |  |
| 1964   | Honda RA271              |                |     |     |     |     |     |     |     |     |     |     |     |     |     |     |     |     |    |     |    | 0       | –    |  |
| 1964   | Honda RA271              | R. Bucknum     |     |     |     |     |     |     | 13  |     | DNF | DNF |     |     |     |     |     |     |    |     |    | 0       | –    |  |
| 1965   | Honda RA272              |                |     |     |     |     |     |     |     |     |     |     |     |     |     |     |     |     |    |     |    | 11 (13) | 6.   |  |
| 1965   | Honda RA272              | R. Bucknum     |     |     | DNF | DNF | DNF |     |     |     | DNF | 13  | 5   |     |     |     |     |     |    |     |    | 11 (13) | 6.   |  |
| 1965   | Honda RA272              | R. Ginther     |     |     | DNF | 6   | DNF | DNF | 6   |     | 14  | 7   | 1   |     |     |     |     |     |    |     |    | 11 (13) | 6.   |  |
| 1966   | Honda RA272              |                |     |     |     |     |     |     |     |     |     |     |     |     |     |     |     |     |    |     |    | 3       | 8.   |  |
| 1966   | Honda RA272              | R. Bucknum     |     |     |     |     |     |     |     |     | DNF | 8   |     |     |     |     |     |     |    |     |    | 3       | 8.   |  |
| 1966   | Honda RA272              | R. Ginther     |     |     |     |     |     |     |     | DNF | NC  | 4   |     |     |     |     |     |     |    |     |    | 3       | 8.   |  |
| 1967   | Honda RA273/RA300        |                |     |     |     |     |     |     |     |     |     |     |     |     |     |     |     |     |    |     |    | 20      | 4.   |  |
| 1967   | Honda RA273/RA300        | J. Surtees     |     | 3   | DNF | DNF | DNF |     | 6   | 4   |     | 1   | DNF | 4   |     |     |     |     |    |     |    | 20      | 4.   |  |
| 1968   | Honda RA300 /RA301/RA302 |                |     |     |     |     |     |     |     |     |     |     |     |     |     |     |     |     |    |     |    | 14      | 6.   |  |
| 1968   | Honda RA300 /RA301/RA302 | J. Bonnier     |     |     |     |     |     |     |     |     |     |     |     |     | 5   |     |     |     |    |     |    | 14      | 6.   |  |
| 1968   | Honda RA300 /RA301/RA302 | D. Hobbs       |     |     |     |     |     |     |     |     |     | DNF |     |     |     |     |     |     |    |     |    | 14      | 6.   |  |
| 1968   | Honda RA300 /RA301/RA302 | J. Schlesser   |     |     |     |     |     |     | DNF |     |     |     |     |     |     |     |     |     |    |     |    | 14      | 6.   |  |
| 1968   | Honda RA300 /RA301/RA302 | J. Surtees     |     | 8   | DNF | DNF | DNF | DNF | 2   | 5   | DNF | DNF | DNF | 3   | DNF |     |     |     |    |     |    | 14      | 6.   |  |
|        |                          |                |     |     |     |     |     |     |     |     |     |     |     |     |     |     |     |     |    |     |    |         |      |  |
| 2006   | Honda RA106              |                |     |     |     |     |     |     |     |     |     |     |     |     |     |     |     |     |    |     |    | 86      | 4.   |  |
| 2006   | Honda RA106              | R. Barrichello | 11  | 15  | 10  | 7   | 10  | 5   | 7   | 4   | 10  | DNF | 6   | DNF | DNF | 4   | 8   | 6   | 6  | 12  | 7  | 86      | 4.   |  |
| 2006   | Honda RA106              | J. Button      | 12  | 4   | 3   | 10* | 7   | DNF | 6   | 11  | DNF | 9   | DNF | DNF | 4   | 1   | 4   | 5   | 4  | 4   | 3  | 86      | 4.   |  |
| 2007   | Honda RA107              |                |     |     |     |     |     |     |     |     |     |     |     |     |     |     |     |     |    |     |    | 6       | 8.   |  |
| 2007   | Honda RA107              | J. Button      | 7   | 15  | 12  | DNF | 12  | 11  | DNF | 12  | 8   | 10  | DNF | DNF | 13  | 8   | DNF | 11* | 5  | DNF |    | 6       | 8.   |  |
| 2007   | Honda RA107              | R. Barrichello | 8   | 11  | 11  | 13  | 10  | 10  | 12  | DNF | 11  | 9   | 11  | 18  | 17  | 10  | 13  | 10  | 15 | DNF |    | 6       | 8.   |  |
| 2008   | Honda RA108              |                |     |     |     |     |     |     |     |     |     |     |     |     |     |     |     |     |    |     |    | 14      | 9.   |  |
| 2008   | Honda RA108              | J. Button      | 16  | DNF | 10  | DNF | 6   | 11  | 11  | 11  | DNF | DNF | 17  | 12  | 13  | 15  | 15  | 9   | 14 | 16  | 13 | 14      | 9.   |  |
| 2008   | Honda RA108              | R. Barrichello | 17  | DSQ | 13  | 11  | DNF | 14  | 6   | 7   | 14  | 3   | DNF | 16  | 16  | DNF | 17  | DNF | 13 | 11  | 15 | 14      | 9.   |  |

Anmerkungen
1. ↑  Erst ab der Formel-1-Saison 1974 gab es feste Startnummern. Zuvor variierten die Nummern von Rennen zu Rennen.

## Personalübersicht 2008
| Aufgabenbereich           | Name                    |
| ------------------------- | ----------------------- |
| Stammfahrer               | Jenson Button           |
| Stammfahrer               | Rubens Barrichello      |
| Testfahrer                | Alexander Wurz          |
| Testfahrer                | Anthony Davidson        |
| Testfahrer                | Mike Conway             |
| Testfahrer                | Luca Filippi            |
| Teamchef                  | Ross Brawn              |
| Technischer Direktor      | Shuhei Nakamoto         |
| Teammanager               | Ron Meadows             |
| Chefingenieur             | Craig Wilson            |
| Chefdesigner              | Kevin Taylor            |
| Chefaerodynamiker         | Mariano Alperin-Bruvera |
| Renningenieur Button      | Andrew Shovlin          |
| Renningenieur Barrichello | Jock Clear              |
| Präsident                 | Yasuhiro Wada           |
| Vizepräsident             | Otmar Szafnauer         |
| Sportlicher Direktor      | nicht benannt           |
| Projektleiter Formel 1    | Takeo Kiuchi            |